# Alberto Mariotti
Alberto Jorge Mariotti (* 23. August 1935 in Argentinien) ist ein ehemaliger argentinischer Fußballspieler. Er spielte für die Chacarita Juniors, CA San Lorenzo de Almagro und die Argentinos Juniors und nahm mit der argentinischen Fußballnationalmannschaft an der Fußball-Weltmeisterschaft 1962 in Chile teil.

## Karriere

### Vereinskarriere
Alberto Mariotti startete seine fußballerische Laufbahn im Jahre 1955 bei den Chacarita Juniors, einem kleineren Verein aus Argentiniens Hauptstadt Buenos Aires, der zur damaligen Zeit noch nie die Meisterschaft des südamerikanischen Landes gewonnen hatte. Bei den Chacarita Juniors startete Mariotti, der auf der Position eines Abwehrspielers agierte, zunächst in der Primera División, nach dem Abstieg aus der ersten Liga im Jahre 1956 und drei Jahren in der zweithöchsten Spielklasse erfolgte in der Spielzeit 1959 der Gewinn der Primera B und der damit verbundene Wiederaufstieg in die Primera División, in der sich der Verein in der Folgezeit etablieren konnte und nur zehn Jahre nach dem Aufstieg zum ersten und bis heute einzigen Mal argentinischer Meister wurde.
Zu diesem Zeitpunkt spielte Alberto Mariotti jedoch nicht mehr bei den Chacarita Juniors, er verließ den Verein 1961 und ging zu CA San Lorenzo de Almagro, ehe er drei Jahre darauf zu seinem Heimatverein zurückkehrte und noch ein Jahr dort Fußball spielte, ehe er zu den Argentinos Juniors ging. Insgesamt machte Alberto Mariotti 131 Ligaspiele in der Primera División, ohne dass ihm ein Torerfolg gelang. Die meisten dieser Spiele absolvierte er für die Chacarita Juniors, in deren Trikot der neunzig Mal im Rahmen eines Ligaspiels (sowohl erste als auch zweite Liga) auf dem Platz stand.

### Nationalmannschaft
Im Jahre 1962 wurde Alberto Mariotti einmal in der argentinischen Fußballnationalmannschaft zu einem Länderwettkampf eingesetzt, ein Treffer gelang ihm nicht. Wenig später wurde er von Juan Carlos Lorenzo ins Aufgebot für die Fußball-Weltmeisterschaft 1962 im Nachbarland Chile nominiert. Im Turnierverlauf wurde Mariotti allerdings nicht berücksichtigt. Seine Mannschaft indes überstand die Vorrunde nicht, man wurde nur Dritter hinter Ungarn und England sowie vor Bulgarien, was das Aus für Argentinien bedeutete.